# Megachile khamana
Megachile khamana is een vliesvleugelig insect uit de familie Megachilidae. De wetenschappelijke naam van de soort is voor het eerst geldig gepubliceerd in 1938 door Cockerell.
De soort komt voor in Afrika en heeft tot heden nog geen ondersoorten.